# Nu, pogodi!
Nu, pogodi! (russisk: Ну, погоди!, tr. Nu, pogodi!; dansk: Bare vent! også kendt som Haren og ulven)
er en sovjetisk/russisk animeret tv-serie produceret af  Sojuzmultfilm. Serien blev skabt i 1969 og blev en populær tegnefilmserie i Sovjetunionen. Yderligere episoder er blevet produceret i Rusland siden 2006. Det originale sprog er russisk, der forekommer dog meget lidt tale i tegnefilmserien, som regel kun tilråb eller højst et par replikker per episode.
Serien følger det komiske eventyr for en drilagtig og kunstnerisk ulv, der forsøger at fange (og formentlig spise) en hare. Serien har yderligere karakterer, der normalt enten hjælper haren eller forstyrrer ulvens planer.